# Steve Wozniak
Steve (Stephen Gary) Wozniak (vzdevek 'The Woz', kar je okrajšava za 'Wheels of Zeus'), ameriški računalnikar, * 11. avgust 1950, San Jose, Kalifornija, Združene države Amerike.
Wozniak je s svojimi iznajdbami pomembno prispeval k vzponu osebnih računalnikov v 1970. letih. Najbolj je znan kot soustanovitelj podjetja Apple (skupaj s Stevom Jobsom). Ustvaril je računalnika Apple I in Apple II, predvsem slednji je bil zelo priljubljen in je postal eden najbolje prodajanih osebnih računalnikov v sedemdesetih ter zgodnjih osemdesetih letih. Wozniak je potomec Ukrajinskih priseljencev z ozemlja današnje Poljske.